# Аксана (реслерка)
Живіле Раудонене (лит. Živilė Raudonienė) — литовська фітнес-модель, бодібілдерка і професійна реслерка, що здобула популярність у федерації реслінгу WWE, де виступала під ім'ям Аксана. До приходу в WWE Раудонене завоювала три медалі на чемпіонаті світу з бодібілдингу серед аматорів.

## Кар'єра в бодібілдингу
Раудонене працювала бодібілдеркою і фітнес моделлю, а також персональною тренеркою. У 2009 році вона виграла конкурс IFBB Арнольд Класік серед жінок і брала участь у багатьох змаганнях з бодібілдингу. У віці 17 років вона стала наймолодшою учасницею чемпіонату Європи з фітнесу 1999 року.

## Кар'єра у реслінгу

### World Wrestling Entertainment
Аксана офіційно дебютувала в WWE 5 серпня 2011 на бренді SmackDown. За лаштунками вона представила себе генеральному менеджеру Теодору Лонгу і сюжетна лінія з ними обома тривала ще кілька місяців. 22 серпня Аксана разом із ще кількома дівами WWE вітали Кофі Кінгстона і Евана Борна із завоюванням титулу командних чемпіонів WWE. 30 серпня вона виконувала обов'язки запрошеної ринг-анонсерки перед командним боєм дів між Divas of Doom (Бет Фенікс і Наталія) і Алісією Фокс із Келлі Келлі.
12 червня 2014 була звільнена з WWE.

## У реслінгу
Фінішер
- Divo Drop
- Billion Dollar Kick

Улюблені прийоми
- Scoop slam
- Elbow drop
- Japanese arm drag
- Snapmare takeover
- Running clothesline

## Музичні теми
- «Eyes of Fire» від Hollywood Music (FCW)
- «A Little Sax In The Night» від Jim Johnston

## Титули і нагороди
Florida Championship Wrestling
- FCW Divas Championship (1 раз)
- Королева FCW (1 раз)